# Lokaltåg

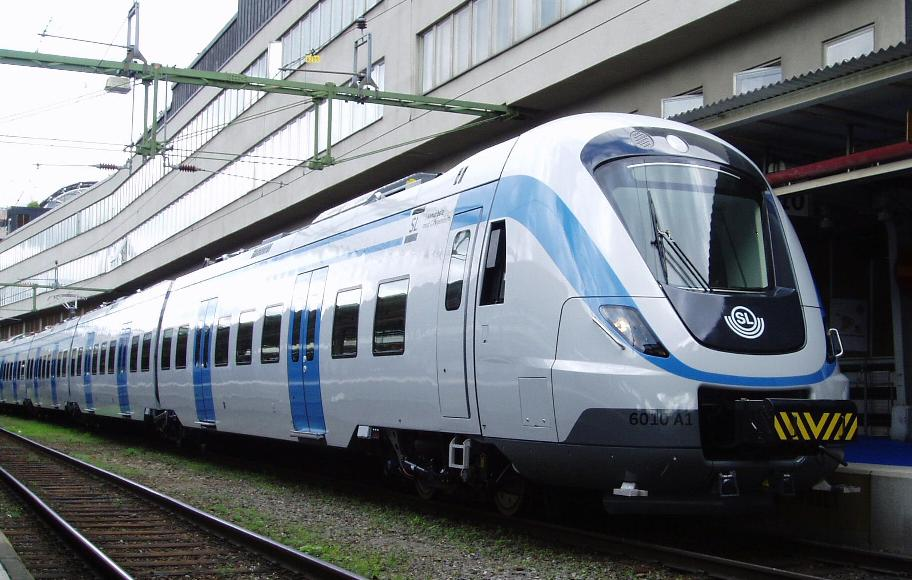
Ett lokaltåg av typen X60 vid Stockholms Centralstation

Lokaltåg är normalt persontåg som betjänar begränsade områden. Det finns inga skarpa gränser mellan dessa och andra typer av tåg, men några karaktäristika kan vara tätare uppehåll och därmed lägre medelhastighet samt enklare motorvagnsfordon ofta utan klassindelning.
I Sverige bedrevs lokaltågstrafik tidigare av Statens Järnvägar (SJ) och andra järnvägsföretag som en integrerad del av deras övriga trafik. Numera är den lokala persontrafiken på järnväg alltid en uppgift för den regionala kollektivtrafikmyndigheten. Därför går lokaltåg i princip inom ett län, möjligen till en större ort i angränsande län.
Lokaltågstrafik utförs vanligen på Trafikverkets nät med en regional kollektivtrafikmyndighet som huvudman och med ett järnvägsföretag (tågoperatör) som entreprenör. I Stockholms län har SL även trafik på egna spår. Lokaltåg som betjänar storstadsregioner kallas i Sverige ofta pendeltåg, särskilt i Stockholm och Göteborg. Norrköping/Linköping kallar också sina lokaltåg för pendeltåg, medan Skånes benämns Pågatåg. Utländska lokaltåg kallas på svenska oftast pendeltåg, medan de heter lite olika i olika länder. Det kan vara ett namn som "S-Bahn", eller en förkortning som RER, eller inget särskilt som runt London.
Ett mellanting mellan lokaltåg och fjärrtåg är regionaltåg. 
Lokala tåg för godstrafik förekommer också och kan trafikera både särskilda industrispår och huvudjärnvägar och fungerar som matartåg. I framförallt USA, men även i Sverige, finns speciella järnvägsbolag som specialiserat sig på denna trafik, så kallade shortliners.

## Lokaltåg för persontrafik i Sverige (i urval)
Flera av dem kan också betecknas regionaltåg eller pendeltåg.
- Göteborgs pendeltåg (Västra Götalands län och Kungsbacka kommun)
- Pågatågen (Skåne län och in i angränsande län)
- Tågen på Roslagsbanan (Stockholms län)
- Tågen på Saltsjöbanan (Stockholms län)
- Stockholms pendeltåg (Stockholms län och in i angränsande län)
- Östgötapendeln (Östergötland)
- Lokaltågen Umeå-Vännäs

## Lokaltåg för persontrafik i Finland (i urval)
- Huvudstadsregionens närtrafik (Nyland samt regionaltågsliknande tåglinjer R, H och T till Riihimäki i Egentliga Tavastland och Z-tågen till Lahtis i Päijänne-Tavastland.
- Tammerforsregionens närtrafik (Birkaland, M-tågen)
- Elmotortågdrivna regionaltågen i södra Finland: R-tågens fortsatta turer från Riihimäki fram till Tavastehus (Egentliga Tavastland) och Tammerfors (Birkaland) och Lahtis (samt Kouvola (Kymmenedalen), en del turer också Z-tågen via Lahtis direktbana)).
- Matartågen från Kotka hamn till Kouvola.
- Matarrälsbussar (Dm12, på tidtabellen "regionaltåg") på några sträckor, främst Hangö-Karis och Parikkala-Nyslott (andra sträckor är mer regionaltågsliknande med färre haltpunkter och turer)